# Эйр, Крис
Крис Эйр (англ. Chris Eyre, род. 1968) — американский кинорежиссёр и кинопродюсер индейского происхождения. Получил известность после выхода в 1998 году фильма «Дымовые сигналы», ставшего настоящим гимном молодой индейской Америки. В своих фильмах стремится показать историю и современную жизнь коренных американцев без прикрас и голливудских штампов, хотя не ограничивается исключительно индейской темой.

## Биография
В возрасте пяти дней был усыновлён белыми родителями из Кламат-Фолс, Орегон. Разыскал свою настоящую мать, когда ему исполнилось 25, и поддерживал отношения с ней следующие 10 лет, до дня её смерти. В 18 лет отправился в Оклахому, где добился официального зачисления в списки племени шайенов-арапахо.
Короткометражный фильм Эйра «Стойкость» (Tenacity, 1995), снятый им во время обучения в 
Школе искусств Тиш Нью-Йоркского университета, принёс начинающему режиссёру несколько наград и денежных грантов, и, вместе с тем, очевидно, достаточно веры в себя, чтобы предложить сотрудничество известному индейскому автору Шерману Алекси. Вместе они начали работу над экранизацией книги рассказов Алекси «The Lone Ranger and Tonto Fistfight in Heaven». Не последнюю роль в успехе их предприятия сыграла программа Роберта Редфорда «Native American and Indigenous Program» при Институте Сандэнс. В творческой мастерской Института Эйр мог свободно экспериментировать, снимая «черновики» к будущему фильму.
«Дымовые сигналы» (1998), дебют Эйра и Алекси в большом кино, получил приз за лучшую режиссуру и приз зрительских симпатий фестиваля Сандэнс. Он стал первым звуковым художественным фильмом, снятым в Голливуде режиссёром-индейцем, но достоинства картины отнюдь не исчерпываются её революционностью. История о путешествии двух юношей по Америке за прахом отца одного из них — это пронзительный рассказ о взрослении, долге, любви и доме, об общечеловеческих ценностях. В фильме с иронией обыгрываются стереотипы многочисленных голливудских фильмов об индейцах, он содержит множество шуток «для своих», однако он достаточно самоироничен, чтобы его юмор смогла оценить более широкая аудитория.
Второй полнометражный фильм Криса Эйра «Краснокожие» (2002) — это история любви/ненависти двух живущих в резервации братьев, полицейского и спившегося ветерана Вьетнама. После «Дымовых сигналов» с их лиризмом и мягким юмором Эйр повернулся лицом к таким темам, как нищета, алкоголизм и бессмысленное насилие резервационной жизни. Тем не менее, главной темой фильма, как и прежде, является семья и человеческие взаимоотношения.
В 2002 и 2003 годах Эйр также экранизировал 2 романа из знаменитой серии Тони Хиллермана о полиции навахо: «Меняющий очертания» (Skinwalkers, 1986) и «Похититель времени» (Thief of Time, 1988). Главные роли офицера Джима Чи и сержанта Джо Липхорна в них исполнили Адам Бич и Уэс Стади.
Лента «На краю Америки» была выбрана для показа на открытии фестиваля «Сандэнс» 2004 года. Фильм, основанный на реальной биографии баскетболиста Джерри Ричардсона, взявшегося тренировать команду девочек из индейской резервации, в 2006 году принёс Эйру приз за выдающиеся режиссёрские достижения Гильдии режиссёров Америки в категории «Программы для детей и юношества».
Созданный при поддержке Национального музея американских индейцев короткометражный фильм «Тысяча дорог» объединяет в себе четыре истории современных коренных американцев, живущих далёко друг от друга, но незримо связанных в общем путешествии к истокам своего человеческого «я».
В 2009 году Эйр впервые обратился к американской истории времён освоения Дикого Запада. Он стал режиссёром трёх из пяти серий документального проекта «Мы останемся» (We Shall Remain) канала PBS, посвящённых истории Дня Благодарения, необыкновенной судьбе индейского политического лидера Текумсе и трагической истории племени чероки.
Последним на сегодня полнометражным фильмом режиссёра стала лирическая драма 2011 года «Убежище» (Hide Away) с Джошем Лукасом в главной роли.
С 1 февраля 2012 года Крис Эйр возглавляет кафедру кино- и видеоискусства Университета искусства и дизайна в Санта-Фе.
Дочь режиссёра Шайела тоже стала актрисой.
В ближайших планах Криса Эйра — экранизация романа Фрэнка Герберта «Ловец душ».

## Фильмография
| Год       | Проект                                | Русское название                                   | Оригинальное название                              | Выступал как                    |
| --------- | ------------------------------------- | -------------------------------------------------- | -------------------------------------------------- | ------------------------------- |
| 1994      | к/м                                   |                                                    | Tenacity                                           | режиссёр, сценарист             |
| 1995      | документальный фильм                  |                                                    | Bringing It All Back Home                          | режиссёр, продюсер              |
| 1997      | к/м                                   |                                                    | Somebody Kept Saying Powwow                        | режиссёр                        |
| 1998      | музыкальное видео                     |                                                    | Things We Do                                       | режиссёр, продюсер              |
| 1998      | фильм                                 | Дымовые сигналы                                    | Smoke Signals                                      | режиссёр, сценарист, сопродюсер |
| 2000      | фильм                                 | Мальчик-оленуха                                    | The Doe Boy                                        | продюсер                        |
| 2002      | фильм                                 | Меняющий очертания                                 | Skinwalkers                                        | режиссёр, актёр                 |
| 2002      | фильм                                 | Краснокожие                                        | Skins                                              | режиссёр, сопродюсер, актёр     |
| 2003      | фильм                                 | Похититель времени                                 | A Thief of Time                                    | режиссёр                        |
| 2005      | фильм                                 | На краю Америки                                    | Edge of America                                    | режиссёр, продюсер              |
| 2005      | фильм                                 | Тысяча дорог                                       | A Thousand Roads                                   | режиссёр                        |
| 2005      | документальный фильм                  | Укрощая Дикий Запад: Легенда о Джедедайе Смите     | Taming The Wild West: The Legend of Jedediah Smith | сопродюсер                      |
| 2006/2007 | документальный фильм / эпизод сериала | Сын Арктики                                        | Arctic Son                                         | продюсер-консультант            |
| 2007      | фильм                                 | Отпечаток                                          | Imprint                                            | продюсер                        |
| 2008      | эпизод сериала                        | Закон и порядок: Специальный корпус, серия «Грязь» | Law & Order: Special Victims Unit: Smut            | режиссёр                        |
| 2008      | эпизод сериала                        | Огни ночной пятницы, серия «Сохраняя лицо»         | Friday Night Lights: Keeping Up Appearances        | режиссёр                        |
| 2009      | эпизод документального сериала        | Мы останемся. Серия 1: После «Мэйфлауэра»          | We Shall Remain: After the Mayflower               | режиссёр, продюсер              |
| 2009      | эпизод документального сериала        | Мы останемся. Серия 2: Видение Текумсе             | We Shall Remain: Tecumseh’s Vision                 | режиссёр, продюсер              |
| 2009      | эпизод документального сериала        | Мы останемся. Серия 3: Тропа Слёз                  | We Shall Remain: Trail of Tears                    | режиссёр                        |
| 2009      | мини-сериал                           | Борцы за свободу                                   | Freedom Riders                                     | режиссёр                        |
| 2011      | эпизод сериала                        | Огни ночной пятницы, серия «Проверка на прочность» | Friday Night Lights: Gut Check                     | режиссёр                        |
| 2011      | фильм                                 | Калифорнийский индеец                              | California Indian                                  | продюсер                        |
| 2011/2012 | фильм                                 | Убежище / Год в порту                              | Hideaway / A Year In Mooring                       | режиссёр, продюсер              |
| 2011/2012 | документальный фильм / эпизод сериала | Холм разбитых сердец                               | Up Heartbreak Hill                                 | исполнительный продюсер         |
| 2013      | к/м                                   | #такиеночи                                         | #nightslikethese                                   | исполнительный продюсер         |
| 2015      | документальный фильм                  | Седьмой Огонь                                      | The Seventh Fire                                   | исполнительный продюсер         |
| 2015      | к/м                                   | Ронни Бо Дин                                       | Ronnie BoDean                                      | исполнительный продюсер         |
| 2016      | документальный фильм                  | Возвращение Иши                                    | Ishi's Return                                      | режиссёр                        |

### Дополнительно
От своего имени (интервью, комментарии):
- Документальный сериал Split Screen / «Разделённый экран», эпизод Waiting for Star Wars / «В ожидании „Звёздных войн“» (1999)
- Документальный сериал Biography / «Биография», эпизод Robert Redford: Hollywood Outlaw / «Роберт Редфорд, голливудский бунтарь» (2000)
- Документальный фильм Tribeca Film Festival Presents / «Фестиваль „Трайбека“ представляет» (2003)
- Документальный фильм Images of Indians: How Hollywood Stereotyped the Native American / «Образы индейцев: Голливудский стереотип» (2003)
- Документальный фильм Wanderlust / «Жажда странствий» (2006)
- Документальный фильм Reel Injun / «Индейвуд» (2009)
- Документальный сериал The Hub / «Эпицентр» (2012)